# Peugeot Type 81
O Peugeot Type 81 foi um modelo de automóvel produzido pela Peugeot e projetado por Armand Peugeot no ano de 1906. Possuí carroceria tipo limusine com capota fechada ou phaeton dupla. Possui motor 2.2L de 4 cilindros em linha, com potência de 15 hp a 1400 rpm. Foram produzidos 251 automóveis no primeiro ano de montagem.